# كامينو ماجيكو
كامينو ماجيكو (الطريق السحري) هو دليل تغذية ثنائي اللغات مخصص لمتاجر السوبر ماركت تم وضعه بمعرفة تحالف التغذية اللاتيني. ويشرح هذا الدليل المطبوع بالتفصيل أفكارًا عن أطعمة التغذية واختيارات التسوق الصحي. يتم توزيع هذا الدليل في الأسواق وعيادات الأطباء والمراكز المجتمعية وتم توزيعه بهدف زيادة الوعي حول اختيارات الأطعمة وعادات الأطعمة الصحية وكان أول دليل تم إطلاقه في هيوستن، تكساس في مايو 2007.

## المستهدف
يستهدف كامينو ماجيكو أمريكا اللاتينية، وغالبًا ما يشار إليهم بأقلية السكان الأسرع نموًا في الولايات المتحدة. إضافة إلى أنه تم التعرف على أن اللاتينيين أسرع نموًا وزيادة في الوزن من أي مجموعة أخرى في الولايات المتحدة وهم الأكثر عرضة لمرض السكر بمجرد زيادة الوزن.

## المحتويات
يحتوي الدليل على التالي:
- دليل التحكم في السعرات الحرارية
- معلومات بشأن قراءة الملصقات الموجودة على الأغذية
- صور مرئية لتوزيعات الأغذية الصحية لـمجموعات الأغذية
- وصفات وأفكار للوجبات
- خريطة السوبر ماركت التي تُظهر كيفية العثور على الأطعمة المختلفة داخل المخزن

## وصلات خارجية
- National Diabetes Information Clearinghouse نسخة محفوظة 8 مايو 2013 على موقع واي باك مشين.
- LNC list of scientific references